# Carlo Favagrossa
Carlo Secillano Favagrossa (22 de novembro de 1888 – 22 de março de 1970), foi um general e político italiano.
Durante a Segunda Guerra Mundial, ele foi o subsecretário italiano de Produção de Guerra. Ele também participou na guerra civil espanhola ao lado de Francisco Franco.
Antes do início das hostilidades, Favagrossa havia calculado que a Itália não estaria preparada para a guerra até outubro de 1942.
Em 1946 publicou um livro, com o título Perchè perdemmo la guerra (por que perdemos a guerra), onde apontava as razões dos seus cálculos.